# Самчинці (Хмельницький район)
Са́мчинці — село в Україні, у Миролюбненській сільській громаді Хмельницького району Хмельницької області.

## Назва
У селі є залишки стародавніх укріплень замків. Від слова «замок» село і називалося «Замчинці», а пізніше в устах народу змінилось в Самчинці. За спогадами людей — назва походить від слова «чинці», які уміли самі чинити і робити.
Сільраді підпорядковане село Семиреньки.
За місцевим колгоспом ім. Чапаева закріплено 1,6 тис. га орної землі, він вирощує зернові культури, цукрові буряки, займається садівництвом, рибництвом, бджільництвом. Голову колгоспу П. И. Бачинського за трудові успіхи удостоєно ордена Леніна.
В Самчинцях є восьмирічна школа, клуб, бібліотека, фельдшерсько-акушерський пункт, майстерня побутового обслуговування.
Вперше село згадується в 1593 році. Для боротьби проти польських окупантів в 1920 році в селі створили партизанський загін. У 1939— 1940 рр. колгосп був учасником Всесоюзної сільськогосподарської виставки.
В Семиреньках встановлено пам’ятник бійцеві партизанського загону «Радянська Молдавія» А. І. Гуніні, який тут загинув.
За героїзм, виявлений на фронтах Великої Вітчизняної війни, нагороджено орденами і медалями Радянського Союзу 168 жителів.

## Географія
Село Самчинці розташоване за 25 км від міста Староконстянтинова на крутих схилах Волино-Подільської височини.
На околиці села розташована ботанічна пам'ятка природи «Алея старих лип».

## Історія

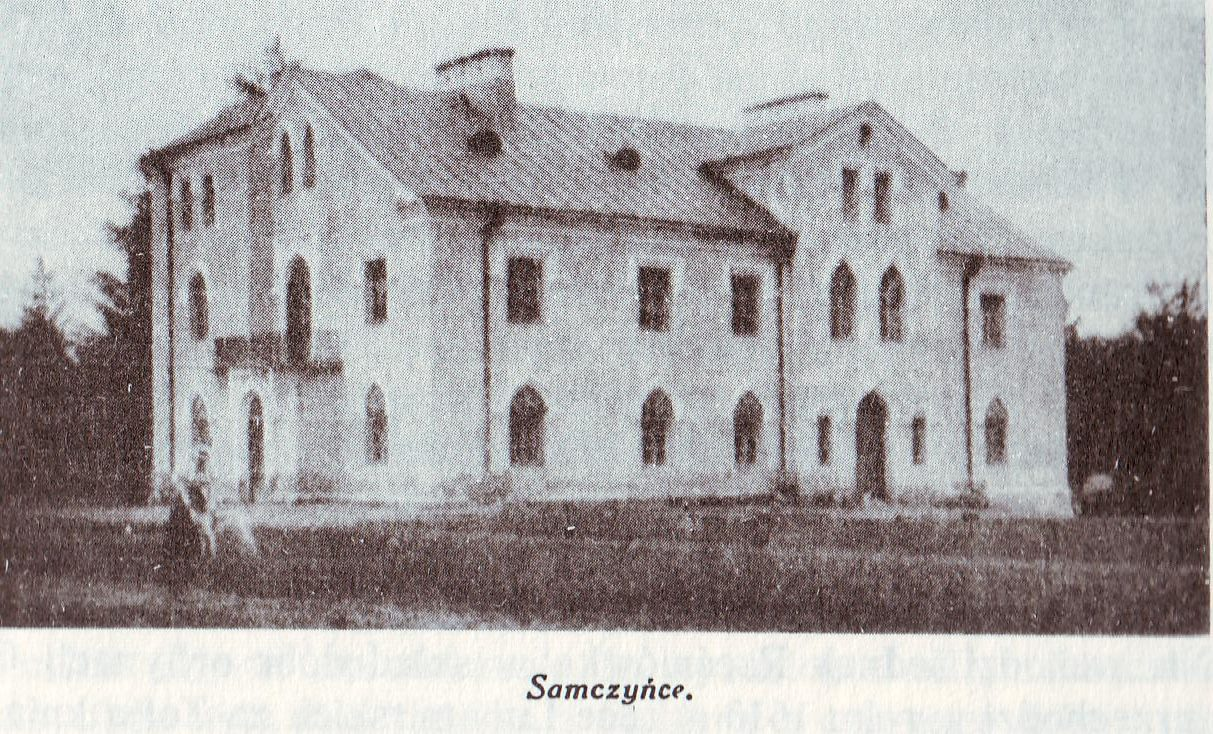
Маєток

На околицях села виявлено поселення доби бронзи та Черняхівської культури, кілька курганів і рештки городища давньоруських часів. 
З 1991 року в селі українська влада.
До 2020 орган місцевого самоврядування — Самчинецька сільська рада.

## Населення
Населення становить 442 осіб.

### Мова
Розподіл населення за рідною мовою за даними перепису 2001 року:
| Мова       | Відсоток |
| ---------- | -------- |
| українська | 98,42%   |
| російська  | 1,36%    |
| вірменська | 0,22%    |

## Світлини

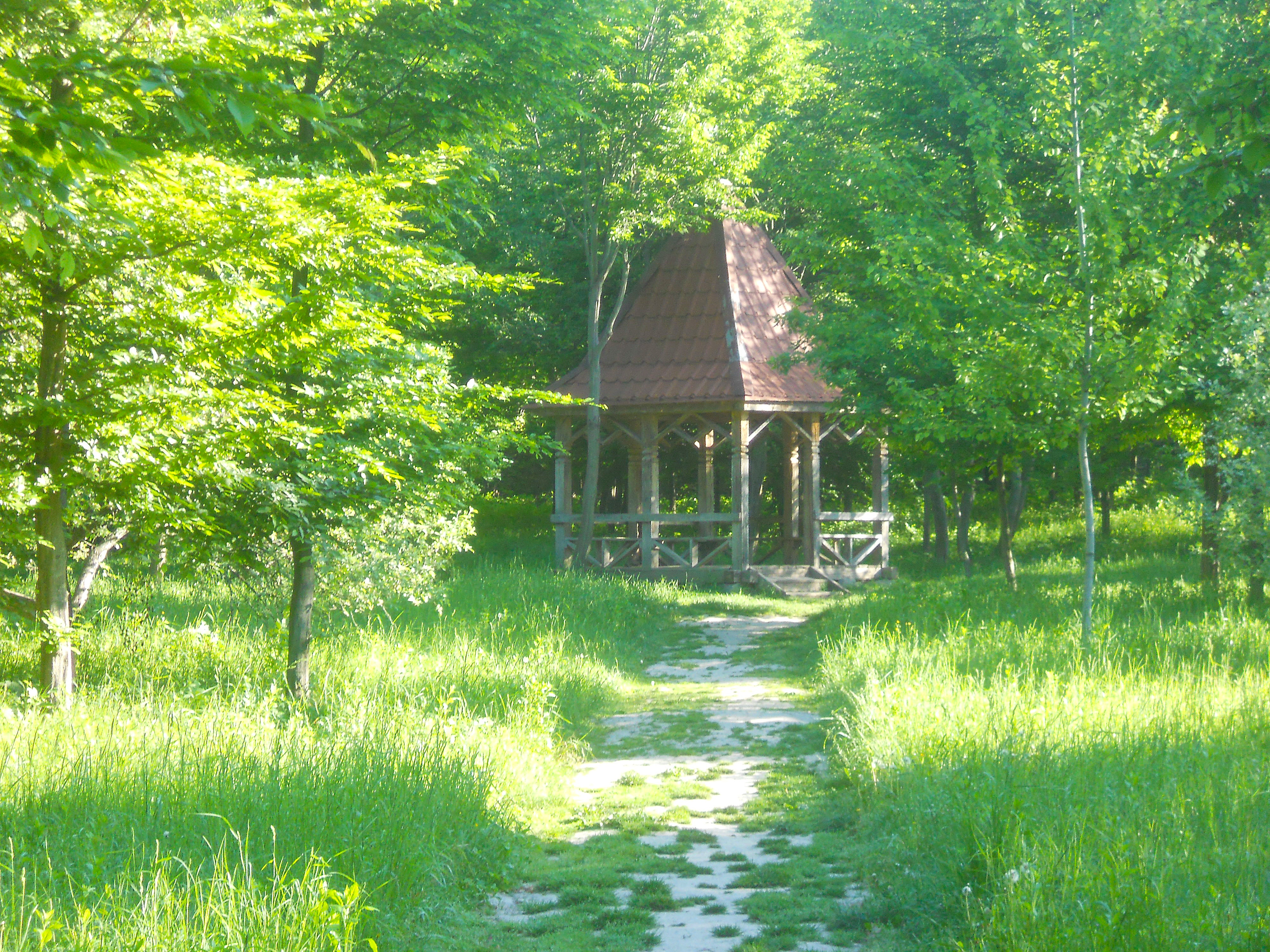
Садибні будинки, село Самчинці,
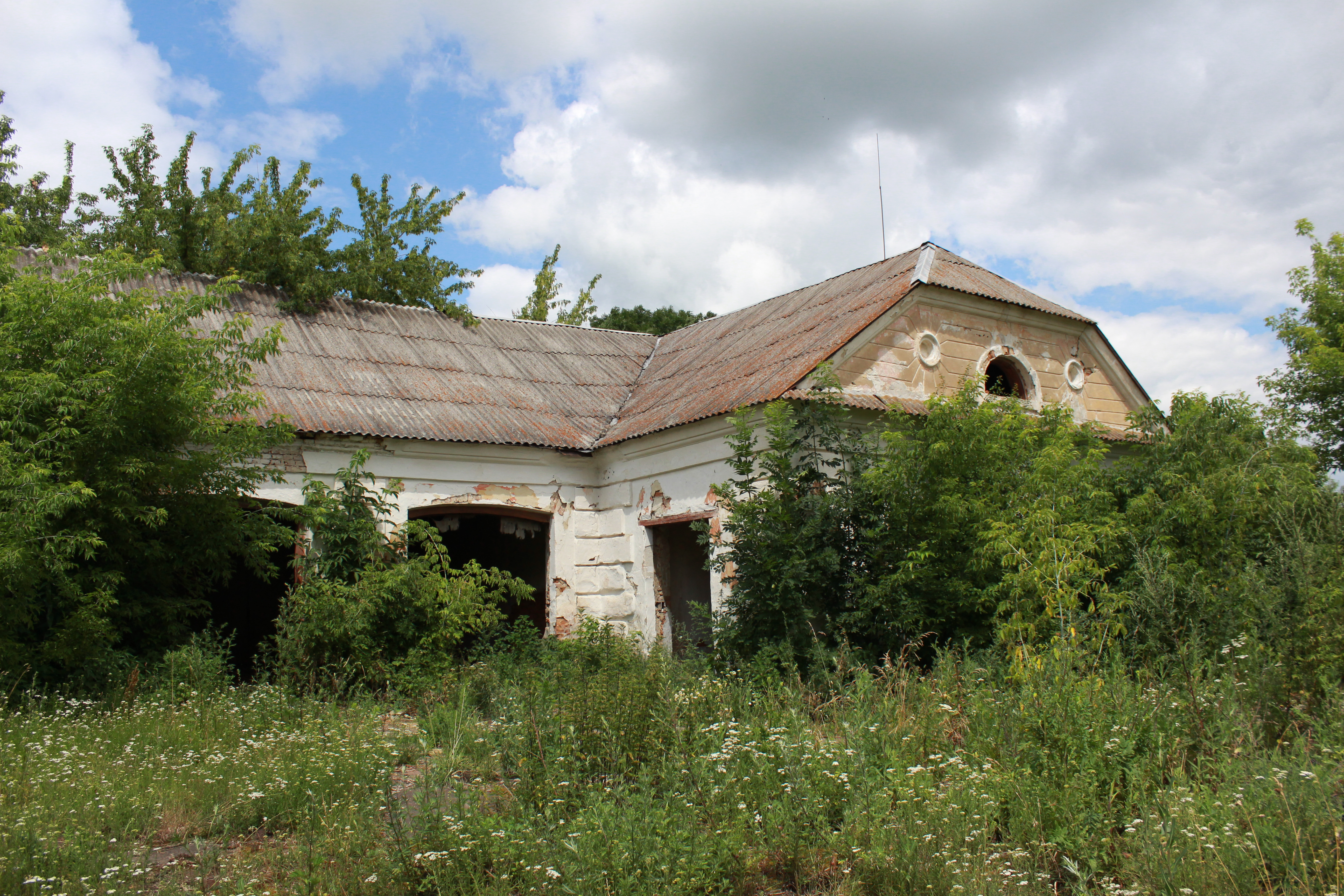
Садибні будинки